# Svartträsket (Vätö socken, Uppland)
Svartträsket är en sjö i Norrtälje kommun i Uppland och ingår i Skeboån-Broströmmens kustområde.